# Copán
Copán je arheološko najdišče majevske civilizacije v departmaju Copán v zahodnem Hondurasu, nedaleč od meje z Gvatemalo. Je eno najpomembnejših najdišč majevske civilizacije, ki so ga izkopali šele v 19. stoletju. Razrušena citadela in mogočni javni trgi razkrivajo tri glavne stopnje razvoja, preden je bilo mesto opuščeno v začetku 10. stoletja.
To starodavno majevsko mesto odraža lepoto fizične pokrajine, v kateri je cvetelo – rodovitna, dobro namočena gorska dolina v zahodnem Hondurasu na nadmorski višini 600 metrov. Bilo je glavno mesto velikega kraljestva iz klasičnega obdobja od 5. do 9. stoletja našega štetja. Mesto je bilo na skrajnem jugovzhodu mezoameriške kulturne regije, na meji z istmo-kolumbijsko kulturno regijo in je bilo skoraj obkroženo z nemajevskimi ljudstvi.
Copán je bil naseljen več kot dva tisoč let, od zgodnjega predklasičnega obdobja (2600 pr. n. št. – 250 n. št.) do postklasičnega obdobja (10. – 16. stol.). Mesto je razvilo značilen kiparski slog znotraj tradicije nižinskih Majev, morda zato, da bi poudarilo majevsko etnično pripadnost mestnih vladarjev.
Mesto ima zgodovinski zapis, ki zajema večji del klasičnega obdobja (250 – 900 n. št.) in so ga podrobno rekonstruirali arheologi in epigrafi. Copán je bilo močno mesto, ki je vladalo velikemu kraljestvu v južnem območju Majev. Mesto je utrpelo veliko politično katastrofo leta 738 našega štetja, ko je Uaxaclajuun Ub'aah K'awiil, enega največjih kraljev v dinastični zgodovini Copána, ujel in usmrtil njegov nekdanji vazal, kralj Quiriguá. Ta nepričakovan poraz je povzročil 17-letni premor v mestu, v tem času pa je bil Copán morda podvržen Quiriguáju v preobratu sreče.
Pomemben del vzhodne strani akropole je erodirala reka Copán; reka je bila od takrat preusmerjena, da bi mesto zaščitili pred nadaljnjo škodo.
Kot eno najpomembnejših krajev v zgodovini Majev in zaradi izjemne, dobro ohranjene arhitekture je bil Copán leta 1980 razglašen za Unescov seznam svetovne dediščine, honduraška vlada pa ga je leta 1982 razglasila za kulturni spomenik.

## Imena
Domneva se, da je bilo starodavno ime Copána Oxwitik (izgovorjeno [oʃwitik]), kar pomeni 'trije witiki', čeprav pomen same besede witik ostaja nejasen.

## Lokacija
Copán je v zahodnem Hondurasu blizu meje z Gvatemalo. Leži v občini Copán Ruinas v departmaju Copán. Je v rodovitni dolini na 700 metrih nad srednjo morsko gladino. Ruševine mestnega jedra mesta so 1,6 kilometra oddaljene od sodobne vasi Copán Ruinas, ki je zgrajena na mestu velikega kompleksa iz klasičnega obdobja.
V predklasičnem obdobju je bilo dno doline Copán valovito, močvirnato in nagnjeno k sezonskim poplavam. V zgodnjem klasičnem obdobju so prebivalci zravnali dno doline in se lotili gradbenih projektov, da bi zaščitili mestno arhitekturo pred posledicami poplav.
Copán je imel velik vpliv na regionalna središča v zahodnem in osrednjem Hondurasu, s čimer je spodbudil uvedbo mezoameriških značilnosti lokalnim elitam.

## Prebivalstvo
Na vrhuncu svoje moči v pozni klasiki je imelo kraljestvo Copán vsaj 20.000 prebivalcev in pokrivalo območje več kot 250 kvadratnih kilometrov. Širše območje Copána, sestavljeno iz naseljenih območij doline, je pokrivalo približno četrtino velikosti mesta Tikal. Ocenjuje se, da je bilo največje število prebivalcev v osrednjem Copánu med 6000 in 9000 na območju 0,6 kvadratnih kilometrov, nadaljnjih 9000 do 12 000 prebivalcev pa je živelo na obrobju - območje 23,4 kvadratnih kilometrov. Poleg tega je bilo ocenjeno število podeželskega prebivalstva od 3000 do 4000 na 476 kvadratnih kilometrih velikem območju doline Copán, kar daje ocenjeno skupno populacijo od 18.000 do 25.000 ljudi v dolini v poznem klasičnem obdobju.

## Zgodovina
Malo je znanega o vladarjih Copána pred ustanovitvijo nove dinastije s poreklom iz Tikala v zgodnjem 5. stoletju našega štetja, čeprav je izvor mesta mogoče izslediti v predklasičnem obdobju. Po tem je Copán postal ena močnejših majevskih mestnih držav in je bil regionalna sila v južni majevski regiji. Vendar pa je leta 738 doživela katastrofalen poraz od svojega nekdanjega vazala države Quirigua, ko je dolgo vladajočega kralja Uaxaclajuun Ub'aah K'awiil ujel in obglavil vladar Quirigue K'ak' Tiliw Chan Yopaat (Cauac Sky). Čeprav je bil to velik neuspeh, so Copánovi vladarji v nekaj desetletjih spet začeli graditi monumentalne zgradbe.
Območje Copána je bilo še naprej naseljeno po postavitvi zadnjih večjih obrednih zgradb in kraljevih spomenikov, vendar se je število prebivalcev v 8. in 9. stoletju zmanjšalo z morda več kot 20.000 v mestu na manj kot 5000. To zmanjšanje prebivalstva je trajalo več kot štiri stoletja, da je dejansko pokazalo znake propada, kar kaže na stabilnost tega mesta tudi po padcu vladajočih dinastij in kraljevih družin. Ceremonialno središče je bilo v času prihoda Špancev v 16. stoletju dolgo zapuščeno in v okoliški dolini je bilo le nekaj kmečkih zaselkov.

### Preddinastična zgodovina
Rodovitna dolina reke Copán je bila dolgo območje kmetijstva, preden je bila okoli 9. stoletja pred našim štetjem v regiji zgrajena prva znana kamnita arhitektura. Mesto je bilo pomembno, preden ga je ponovno ustanovila tuja elita; omembe preddinastične zgodovine Copána najdemo v poznejših besedilih, vendar nobeno od teh ni pred ponovno ustanovitvijo mesta leta 426 n. št.. Obstaja napis, ki se nanaša na leto 321 pr. n. št., vendar nobeno besedilo ne pojasnjuje pomena tega datuma. Dogodek v Copánu je povezan z drugim dogodkom, ki se je zgodil 208 dni pred letom 159 našega štetja na neznani lokaciji, ki je prav tako omenjena na steli iz Tikala, kar nakazuje, da gre za lokacijo nekje v kotlini Petén, verjetno velikem predklasičnem mestu Majev El Mirador. Ta datum 159 n. št. je omenjen v več besedilih in je povezan s figuro, znano kot Foliated Ajaw. Ta ista oseba je omenjena na izklesani lobanji pekarja, najdeni v grobnici 1, kjer naj bi leta 376 n. št. izvedel dejanje s stelo.

### K'inich Yax K'uk' Mo' in K'inich Popol Hol
Mesto je ponovno ustanovil K'inich Yax K'uk' Mo' in ga postavil za prestolnico novega majevskega kraljestva. Ta državni udar je bil očitno organiziran in sprožen iz Tikala. Besedila beležijo prihod bojevnika z imenom K'uk' Mo' Ajaw, ki je bil postavljen na prestol mesta leta 426 n. št. in dobil novo kraljevo ime, K'inich Yax K'uk' Mo' in ochk'in kaloomte Naziv 'Gospodar Zahoda' je generacijo prej uporabil Siyaj K'ak', general iz velike metropole Teotihuacán, ki je odločilno posegel v politiko osrednjega Peténa. K'inich Yax K'uk' Mo' je bil verjetno iz Tikala in verjetno ga je sponzoriral Siyaj Chan K'awill II., 16. vladar v dinastičnem nasledstvu Tikala. K'inich Yax K'uk' Mo' je morda legitimiral svojo zahtevo po vladanju s poroko s staro kraljevo družino Copán, kar dokazujejo ostanki njegove domnevne vdove. Analiza kosti njenih ostankov kaže, da je bila domačinka v Copánu. Po ustanovitvi novega kraljestva Copán je mesto ostalo tesno povezano s Tikalom. Hieroglifsko besedilo na Copánovem oltarju Q opisuje gospoda, ki je bil povzdignjen v kralja s prejemom njegovega kraljevega žezla. Slovesnosti ob ustanovitvi dinastije Copán so vključevale tudi umestitev podrejenega kralja v Quiriguá.
Besedilo iz Tikala omenja K'uk' Mo' in je datirano v leto 406 našega štetja, 20 let preden je K'uk' Mo' Ajaw ustanovil novo dinastijo v Copánu. Obe imeni se verjetno nanašata na isto osebo, ki izvira iz Tikala. Čeprav nobeno od hieroglifskih besedil, ki omenjajo ustanovitev nove dinastije Copán, ne opisuje, kako je K'uk' Mo' prišel v mesto, posredni dokazi kažejo, da je mesto osvojil z vojaškimi sredstvi. Na oltarju Q je upodobljen kot bojevnik iz Teotihuacána z izostrenimi očmi in ščitom vojne kače. Ko je prispel v Copán, je začel graditi različne strukture, vključno z enim templjem v slogu talud-tablero, značilnim za Teotihuacán, in drugim z vstavljenimi vogali in letvicami predpasnikov, ki so značilni za Tikal. Te močne povezave z majevsko in srednjemehiško kulturo nakazujejo, da je bil vsaj mehikaniziran Maj ali morda celo iz Teotihuacána. Dinastija, ki jo je ustanovil kralj K'inich Yax K'uk' Mo', je mestu vladala štiri stoletja in je vključevala šestnajst kraljev ter verjetnega pretendenta, ki bi bil sedemnajsti v vrsti. Ohranilo se je več spomenikov, ki sta jih posvetila K'inich Yax K'uk' Mo' in njegov dedič.
K'inich Yax K'uk' Mo' je umrl med letoma 435 in 437 n. št. Leta 1995 je skupina arheologov, ki sta jo vodila Robert Sharer in David Sedat, odkrila grobnico pod templjem talud-tablero Hunal. Grobnica je vsebovala okostje starejšega moškega z bogatimi darovi in dokazi bojnih ran. Ostanki so bili identificirani kot ostanki K'inich Yax K'uk' Mo' zaradi njihove lokacije pod nizom sedmih zgradb, postavljenih njemu v čast. Analiza kosti je pokazala, da gre za posmrtne ostanke nekoga, ki je Copánu tuj.
K'inich Popol Hol je podedoval prestol Copán od K'inich Yax K'uk' Mo', ki je bil njegov oče. Lotil se je velikih gradbenih projektov s preoblikovanjem jedra Copána. Popol Hol ni izvirno ime tega kralja, temveč vzdevek, ki temelji na videzu njegovega glifa imena, povezanega s Teotihuacánom. K'inich Popol Hol je nadzoroval gradnjo prve različice mezoameriškega igrišča za žogo v mestu, ki je bilo okrašeno s podobami škrlatne ara, ptice, ki je vidna v majevski mitologiji. Njegova največja gradbena dejavnost je bila na območju očetove palače, ki je zdaj pod strukturo 10L-16, ki jo je porušil, potem ko je tam pokopal svojega očeta. Nato je v hitrem zaporedju zgradil tri zaporedne zgradbe na vrhu grobnice.

### Drugi zgodnji dinastični vladarji
O vladarjih od 3 do 6 v dinastičnem nasledstvu je znanega zelo malo, čeprav je iz fragmenta polomljenega spomenika, ki je bil ponovno uporabljen kot gradbeno polnilo v kasnejši stavbi, znano, da je bil eden od njih sin Popol Hola. Vladar 3 je upodobljen na oltarju Q iz 8. stoletja, vendar je glif njegovega imena odlomljen. Ku Ix je bil četrti vladar v nasledstvu. Obnovil je tempelj 10L-26 na Akropoli, tam postavil stelo in hieroglifsko stopnico na njenem dnu. Čeprav je ta kralj omenjen tudi na nekaj drugih fragmentih skulpture, njegovo ime ne spremlja noben datum. Naslednja dva kralja v dinastičnem zaporedju sta znana le po njunih skulpturah na oltarju Q.
B'alam Nehn (pogosto imenovan Jaguar vodne lilije) je bil prvi kralj, ki je dejansko zabeležil svoj položaj v dinastičnem nasledstvu in izjavil, da je bil sedmi v vrsti od K'inich Yax K'uk' Mo'. Stela 15 beleži, da je Copánu vladal že leta 504 po Kr. B'alam Nehn je edini kralj Copána, ki je omenjen v hieroglifskem besedilu zunaj jugovzhodne majevske regije. Njegovo ime se pojavi v besedilu na Steli 16 iz mesta Caracol v Belizeju. Stela je iz leta 534 našega štetja, vendar besedila ne razumemo dobro. B'alam Nehn se je lotil velikih gradbenih projektov na Akropoli, pri čemer je zgradil zgodnjo palačo s številnimi pomembnimi zgradbami.
Wil Ohl K'inich, osmi vladar, je še en kralj, znan samo po svojem nastopu na oltarju Q. Leta 551 ga je nasledil vladar 9, njegov pristop pa je opisan na Hieroglifskem stopnišču. Upodobljen je tudi na oltarju Q, čeprav je vladal manj kot dve leti.
Deseti vladar ima majevski vzdevek Mesečev Jaguar. Bil je sin B'alam Nehna, sedmega vladarja. Ustoličen je bil maja 553. Njegove preživele spomenike so našli v sodobni vasi Copán Ruinas, ki je bila velik kompleks v klasičnem obdobju. Najbolj znana gradnja iz časa njegove vladavine je dodelana faza Rosalila templja 16, ki so jo med arheološkimi deli predora odkrili nedotaknjeno pod poznejšimi fazami templja.

### K'ak' Chan Yopaat in Smoke Imix
K'ak' Chan Yopaat je bil enajsti dinastični vladar v Copánu. Za kralja je bil okronan leta 578 našega štetja, 24 dni po smrti Mesečevega Jaguarja. V času njegove vladavine je Copán doživljal porast prebivalstva brez primere, pri čemer se je raba stanovanjskih zemljišč razširila na vsa razpoložljiva zemljišča v celotni dolini Copán. Dve ohranjeni steli K'ak' Chan Yopaata vsebujeta dolga hieroglifska besedila, ki jih je težko dešifrirati, in sta najstarejša spomenika na tem mestu, ki sta preživela, ne da bi bila polomljena ali zasuta. Vladal je 49 let do svoje smrti 5. februarja 628. Njegovo ime je zapisano na štirih stelah, ki so jih postavili njegovi nasledniki, od katerih ena opisuje obred, izveden z relikvijami iz njegove grobnice leta 730 našega štetja, skoraj sto let po njegovi smrti.
Smoke Imix je bil okronan 16 dni po smrti K'ak' Chan Yopaata. Menijo, da je bil najdlje vladajoči kralj Copána, ki je vladal od leta 628 do 695. Domneva se, da je bil rojen leta 612 našega štetja in da je postal kralj pri 15 letih. Arheologi so našli le malo dokazov o dejavnosti prvega 26 let njegove vladavine, toda leta 652 je prišlo do nenadne eksplozije proizvodnje spomenikov, pri čemer sta bili postavljeni dve steli na Velikem trgu in nadaljnje štiri na pomembnih lokacijah v dolini Copán. Vsi ti spomeniki so praznovali k'atun-konec. Postavil je tudi stelo na lokaciji Santa Rita, 12 kilometrov stran in je omenjena na oltarju L v Quiriguáju v zvezi z istim dogodkom leta 652. Domneva se, da je skušal uveljaviti svojo oblast po vsej dolini po konec nekega prejšnjega omejevanja njegove svobode, da vlada, kot je želel.
Po tem nenadnem razmahu dejavnosti je Smoke Imix vladal skoraj do konca 7. stoletja; posvetil je še devet znanih spomenikov in naredil pomembne spremembe v arhitekturi Copána, vključno z gradnjo Strukture 2, ki zapira severno stran Velikega trga, in novo različico templja 26 z vzdevkom Chorcha. Smoke Imix je vladal Copánu 67 let in umrl 15. junija 695 v starosti 79 let, starosti, ki je bila tako ugledna, da se uporablja za njegovo identifikacijo namesto njegovega imena na oltarju Q. Njegov grob je bil že pripravljen v Chorchi faza templja 26 in je bil pokopan le dva dni po smrti.

### Moderna zgodovina
Prva omemba Copána po španski osvojitvi je bila v pismu zgodnjega kolonialnega obdobja z dne 8. marca 1576. Pismo je napisal Diego García de Palacio, član kraljeve avdience Gvatemale, španskemu kralju [[filip II. Španski|Filipu II. Francoski raziskovalec Jean-Frédéric Waldeck je obiskal mesto v začetku 19. stoletja in tam preživel mesec dni, ko je risal ruševine. Polkovnik Juan Galindo je leta 1834 v imenu gvatemalske vlade vodil ekspedicijo do ruševin in o mestu pisal članke za angleške, francoske in severnoameriške publikacije. John Lloyd Stephens in Frederick Catherwood sta obiskala Copán in vključila opis, zemljevid in podrobne risbe v Stephensove Incidents of Travel in Central America, Chiapas and Yucatán, objavljeno leta 1841. Najdišče je pozneje obiskal britanski arheolog Alfred Maudslay. V poznem 19. in zgodnjem 20. stoletju je v Copánu delovalo več ekspedicij, ki jih je sponzoriral muzej Peabody z univerze Harvard, vključno z izkopavanjem Hieroglifskega stopnišča v letih 1892–1893, ki sta ga izvedla John G. Owens in George Byron Gordon. Inštitut Carnegie je v sodelovanju z vlado Hondurasa tudi sponzoriral delo na lokaciji.
Stavbe Copán so v stoletjih med opustitvijo mesta in ponovnim odkritjem ruševin močno prizadele naravne sile. Po opustitvi mesta je reka Copán postopoma spremenila tok, z meandrom, ki je uničil vzhodni del akropole (pri čemer je v velikem navpičnem rezu razkril njeno arheološko stratigrafijo) in očitno odplavil različne pomožne arhitekturne skupine, vključno z vsaj eno dvorišče in 10 stavb iz skupine 10L–2.ref>Sharer & Traxler 2006, str. ;335, 339; Fash et al 2005, p.268.</ref> Vrez je pomembna arheološka značilnost na najdišču, saj je naravna erozija ustvarila ogromen prečni prerez akropole. Ta erozija je odrezala velik del vzhodnega dela akropole in razkrila navpični prečni prerez, ki na najvišji točki meri 37 metrov in je dolg 300 metrov. Uničenih je bilo več zgradb, zabeleženih v 19. stoletju, in neznana količina akropole, ki je bila erodirana, preden so jo lahko zabeležili. Da bi se izognili nadaljnjemu uničenju akropole, je Carnegie Institution preusmeril reko, da bi rešil arheološko najdišče, in jo v 1930-ih preusmeril proti jugu; nekdanja suha struga je bila dokončno zasuta hkrati s konsolidacijo useka v 1990-ih.[62] Strukture 10L–19, 20, 20A in 21 je vse uničila reka Copán, ko je erodirala mesto, vendar so jih raziskovalci zabeležili v 19. stoletju.
UNESCO je med letoma 1982 in 1999 odobril financiranje v višini 95.825 ameriških dolarjev za različna dela na tem mestu. Kulturni spomenik obsega 66 ha površine. Ropanje ostaja resna grožnja za Copán. Grobnica je bila izropana leta 1998, ko so jo izkopavali arheologi.

## Opis najdišča
Najdišče Copán je znano po nizu portretnih stel, ki so bile večinoma postavljene vzdolž procesij na osrednjem trgu mesta in sosednji akropoli, velikem kompleksu prekrivajočih se stopničastih piramid, trgov in palač. Najdišče ima veliko igrišče za igranje mezoameriške igre z žogo.
Najdišče je razdeljeno na različne skupine, z glavno skupino in pokopališko skupino v jedru najdišča, ki sta z sacbe (bela cesta) povezana s skupino Sepulturas na severovzhodu. Osrednji Copán je imel gostoto 1449 struktur na kvadratni kilometer, medtem ko je v širšem Copánu kot celoti ta gostota padla na 143 na kvadratni kilometer na raziskanem območju 24,6 kvadratnih kilometrov.

### Glavna skupina
Glavna skupina predstavlja jedro starodavnega mesta in pokriva območje 600 × 300 metrov. Glavne značilnosti so Akropola, ki je dvignjen kraljevski kompleks na južni strani, ter skupina manjših struktur in povezanih trgov na severu, vključno s Hieroglifskim stopniščem in baliniščem. Monument Plaza vsebuje največjo koncentracijo kiparskih spomenikov na tem mestu.
Akropola je bila kraljevi kompleks v središču Copána. Sestavljen je iz dveh trgov, ki sta bila imenovana West Court in East Court. Oba sta zaprta z dvignjenimi strukturami. Arheologi so izkopali obsežne tunele pod Akropolo, ki razkrivajo, kako se je kraljevi kompleks v središču Copána razvijal skozi stoletja, in odkrivajo več hieroglifskih besedil, ki segajo v zgodnjo klasiko in preverjajo podrobnosti o zgodnjih dinastičnih vladarjih mesta, ki so bili zabeleženi na Oltar Q več sto let pozneje. Najgloblji od teh rovov je razkril, da prve monumentalne strukture, ki ležijo pod Akropolo, arheološko izvirajo iz zgodnjega 5. stoletja našega štetja, ko je K'inich Yax K'uk' Mo' ustanovil kraljevo dinastijo. Te zgodnje stavbe so bile zgrajene iz kamna in opeke, same pa so bile zgrajene na prejšnjih zemeljskih in tlakovanih strukturah iz preddinastičnega obdobja. Oba sloga gradnje se nekoliko prekrivata, pri čemer so bile nekatere zemeljske strukture razširjene v prvih sto letih dinastične zgodovine mesta. Zgodnje dinastične zidane zgradbe na Akropoli so vključevale več z zgodnjeklasičnim slogom oblikovanja iz Tikala in eno, zgrajeno v slogu talud-tablero, povezanem s Teotihuacánom, čeprav je bila takrat oblika talud-tablero v uporabi tako v Tikalu in Kaminaljuyu, kot tudi v osrednji Mehiki.

### Skupina Sepulturas
Skupino Sepulturas povezuje sacbe ali nasip, ki poteka jugozahodno do Monument Plaza v glavni skupini. Skupino Sepulturas sestavljajo številne obnovljene strukture, večinoma elitne rezidence s kamnitimi klopmi, od katerih imajo nekatere izrezljane okraske, in številne grobnice.
Skupina ima zelo dolgo zgodovino, ena hiša je bila datirana že v zgodnji predklasični čas. V srednjem predklasičnem obdobju so zgradili velike ploščadi iz tlakovcev in naredili več bogatih pokopov. Do leta 800 našega štetja je kompleks sestavljalo približno 50 zgradb, razporejenih okoli 7 večjih dvorišč. V tem času je bila najpomembnejša stavba Hiša Bakabov, palača mogočnega plemiča iz časa Yax Pasaja Chan Yopaata. Stavba ima visokokakovostno oblikovano zunanjost in v notranjosti izrezljano hieroglifsko klop. Del skupine je bilo podokrožje, ki so ga zasedali nemajevski prebivalci iz osrednjega Hondurasa, ki so bili vključeni v trgovsko mrežo, ki je prinašala blago iz te regije.

### Druge skupine
Severna skupina je pozno klasična spojina. Arheologi so izkopali podrte fasade s hieroglifskimi napisi in kiparsko dekoracijo.
Skupina pokopališč je neposredno južno od glavne skupine in vključuje številne majhne zgradbe in trge.

### Spomeniki
Oltar Q je najbolj znan spomenik v Copánu. Posvetil ga je kralj Yax Pasaj Chan Yopaat leta 776 našega štetja, ob strani pa ima vklesanih vsakega od prvih 16 kraljev dinastije Copán. Vsaka figura je upodobljena sedeča na glifu svojega imena. Na zgornji površini je vpisano hieroglifsko besedilo, ki se nanaša na ustanovitev dinastije v letih 426–427 našega štetja. Na eni strani prikazuje dinastičnega ustanovitelja K'inicha Yax K'uk' Mo', ki prenaša oblast na Yaxa Pasaja. Tatiana Proskouriakoff je prva odkrila napis na zahodni strani oltarja Q, ki nam pove datum inavguracije Yax Pasaja. Ta prikaz političnega nasledstva nam pove veliko o zgodnji klasični majevski kulturi.
- Oltar Q prikazuje 16 kraljev v dinastičnem nasledstvu mesta
- Veliki trg stel
- Stela P, opisuje K'ak' Chan Yopaat